# Права ЛГБТ в Сербии
Гомосексуальные отношения в Сербии легальны с 1994 года (в автономном крае Воеводина с 1981 года). В 2006 году был принят единый возраст сексуального согласия — 14 лет.
В 2002 году парламент принял «Закон о вещании» (статья 21), который позволяет предотвратить распространение информации, которая поощряет дискриминацию, ненависть и насилие по признаку сексуальной ориентации (среди других категорий).
С 2005 года в Сербии запрещена дискриминация по сексуальной ориентации в сфере труда, в том же году парламент утвердил «Закон о высшем образовании», который гарантирует равные права на обучение независимо от сексуальной ориентации (среди других категорий).
26 марта 2009 года парламент утвердил «Закон о борьбе с дискриминацией», который запрещает, среди прочего, дискриминацию по признаку сексуальной ориентации во всех сферах.
5 июля 2011 года парламент утвердил «Закон о молодежи», запрещающий дискриминацию по признаку сексуальной ориентации. 28 июля того же года парламент одобрил изменения в «Закон о медицинском страховании», на основании которых операции смены пола будут полностью субсидироваться государством начиная с 2012 года.

## Закон об однополых сексуальных отношениях

### Революционная Сербия (1804—1813 гг.)
Хотя существовали религиозные законы, запрещающие однополые отношения, выражения были распространены как в православном, так и в исламском обществе. Основным выражением однополой любви для православных христиан были братские союзы, известные как “Побратимство». Начало девятнадцатого века было временем относительных потрясений для Сербии со спорадическими периодами стабильности. В 1804 году Сербия получила автономию от Османской империи после двух восстаний. Уголовный кодекс Карагеоргия был впоследствии обнародован сербским Юриспруденциальным советом где-то в конце весны или начале лета 1807 года и оставался в силе до 7 октября 1813 года, когда Османская империя вновь получила контроль над Сербией. Кодекс предусматривает наказание за определённые вопросы, связанные с супружеской жизнью и сексуальностью (например, принудительный брак, изнасилование, раздельное проживание / развод без одобрения канцелярского суда и детоубийство). Однако в нём не упоминается однополая сексуальная активность. Таким образом, гомосексуальность была фактически легальной в течение шести лет.

### Княжество Сербия (1815—1882)
В 1858 году Османская империя, вассалом которой была Сербия, легализовала однополые половые сношения.
Однако прогрессивные реформы, введенные князем Александром Карагеоргиевичем и князем Михайло, были отменены, когда Милош Обренович вернулся к власти. В первом постсредневековом Уголовном кодексе Княжества Сербия, названном «Казнительни закон», принятом в 1860 году, половые отношения между мужчинами «вопреки законам природы» стали наказываться тюремным заключением сроком от 6 месяцев до 4 лет. Как и во многих других правовых документах того времени, лесбийские отношения игнорировались и не упоминались.

#### Королевство Югославия (1918—1941)
В 1918 году Сербия вошла в состав Королевства Югославия. Сначала новое государство фактически унаследовало различные законы, которые применялись к различным территориям, которые объединились (часто противоречивые). В конце концов, новый югославский Уголовный кодекс 1929 года запретил «непристойность против естественного порядка» (анальные сношения) как между гетеросексуалами, так и гомосексуалистами.

### СФР Югославия (1945—1992)
Социалистическая Федеративная Республика Югославия позже ограничила состав преступления в 1959 году, применив его только к гомосексуальным анальным сношениям; но с уменьшением максимального срока тюремного заключения с 2 лет до года.
В 1977 году однополые половые сношения были легализованы в Социалистической автономной провинции Воеводина, в то время как однополые половые сношения между мужчинами оставались незаконными в остальной части Социалистической Республики Сербия (включая Социалистический автономный край Косово). В 1990 году Воеводина была повторно включена в правовую систему Сербии, и мужская гомосексуальность снова стала уголовным преступлением.

### Югославия / Сербия и Черногория (1992—2006)
В 1994 году гомосексуальные половые сношения мужчин были официально декриминализованы в Республике Сербия, входящей в состав Союзной Республики Югославии. Возраст согласия был установлен на уровне 18 лет для анального секса между мужчинами и 14 лет для других сексуальных практик. Позже, 1 января 2006 года, был введен равный возраст согласия — 14 лет, независимо от сексуальной ориентации или пола.

## Признание однополых отношений
Хотя однополые пары никогда не признавались законом, новая Конституция Сербии, принятая в ноябре 2006 года, прямо определяет брак как брак между мужчиной и женщиной (статья 62) [18]. Тем не менее, другие формы признания, такие как гражданские союзы или семейные партнерства, прямо не упоминаются и не запрещаются.
В июне 2019 года были объявлены планы по легализации внутригосударственных партнерских отношений между однополыми парами путем внесения поправок в Гражданский кодекс. Однополые пары смогут пользоваться несколькими правами, включая право на совместную собственность и алименты. Им не будут предоставлены права наследования или усыновления, а также право на суррогатное материнство. В июле 2019 года Елена Дубович и Сунчица Копунович из северного города Нови-Сад попытались зарегистрировать гражданское партнерство, но им отказали в регистрации. Они подали иск, хотя юристы считают, что вряд ли они выиграют дело.

## Усыновление и воспитание детей
Однополые пары не имеют права усыновлять детей. В начале 2019 года министерство здравоохранения Сербии наложило запрет на пожертвование половых клеток для искусственного осеменения или экстракорпорального оплодотворения.

## Гендерная идентичность
28 июля 2011 года Парламент утвердил изменение в Законе о медицинском страховании, на основании которого, операции по смене пола стали частично покрываться общегосударственным планом базового медицинского страхования, начиная с 2012 года.
В 2012 году «The New York Times» провозгласила Белград центром по смене пола, поскольку цены на такие процедуры намного ниже, чем в соседних и западных странах.
До 2019 года трансгендерным людям в Сербии разрешалось менять свой законный пол только после того, как они перенесли операцию по коррекции пола. С 2019 года стало возможным изменить юридический пол с помощью психиатра и эндокринолога после года заместительной гормональной терапии, не подвергаясь каким-либо хирургическим вмешательствам. Медицинское страхование, финансируемое государством, покрывает до 65 % стоимости операций. По словам Йованки Тодорович, координатора программы в Gayten-LGBT, около 80 % трансгендерных людей в Сербии не хотят делать операции. Вместо этого некоторые выбирают заместительную гормональную терапию, которая не финансируется медицинской страховкой. Кроме того, сообщается, что 90 % ЛГБТ-людей в Сербии утверждают, что медицинские учреждения не отвечают должным образом их потребностям.

## Военная служба
В 2010 году сербская армия согласилась с тем, что геи и бисексуалы могут открыто служить в профессиональной армии, но эти новости не транслировались широко в средствах массовой информации.

## Движение за права ЛГБТ

### Организации
В Сербии существует ряд ЛГБТ-организаций, большинство из них в Белграде и Нови-Саде, но также в Нише, Крагуеваце, Суботице, Шабаце и Зренянине.
Первая известная ЛГБТ-организация в Сербии, Arkadija, была основана в 1990 году в Белграде. Она была закрыта в 1995 году. В том же году была создана организация Лабрис. За эти годы Лабрис стала одной из самых известных правозащитных ЛГБТ-организаций в Сербии. Лабрис регулярно встречается с представителями местных органов власти для обсуждения вопросов дискриминации и предотвращения насилия, повышения осведомленности о правах ЛГБТ-людей с помощью образовательных программ и общественных мероприятий.
Другие правозащитные организации, включают в себя Gayten LGBT, основанную в 2000 году в Белграде, Gej Strejt Alijansa, базирующуюся в Белграде, Asocijacija Duga, базирующаяся в Шабаце и Beograd Prajd, созданную в 2011 году. LGBT Vojvodina, лесбийская организация в Нови-Саде, и LGBT Novi Sad входят в число нескольких организаций, работающих в северном регионе Сербии. GOOSI, базирующаяся в Белграде, проводит кампании в поддержку ЛГБТ-людей с инвалидностью.

## Социальные условия

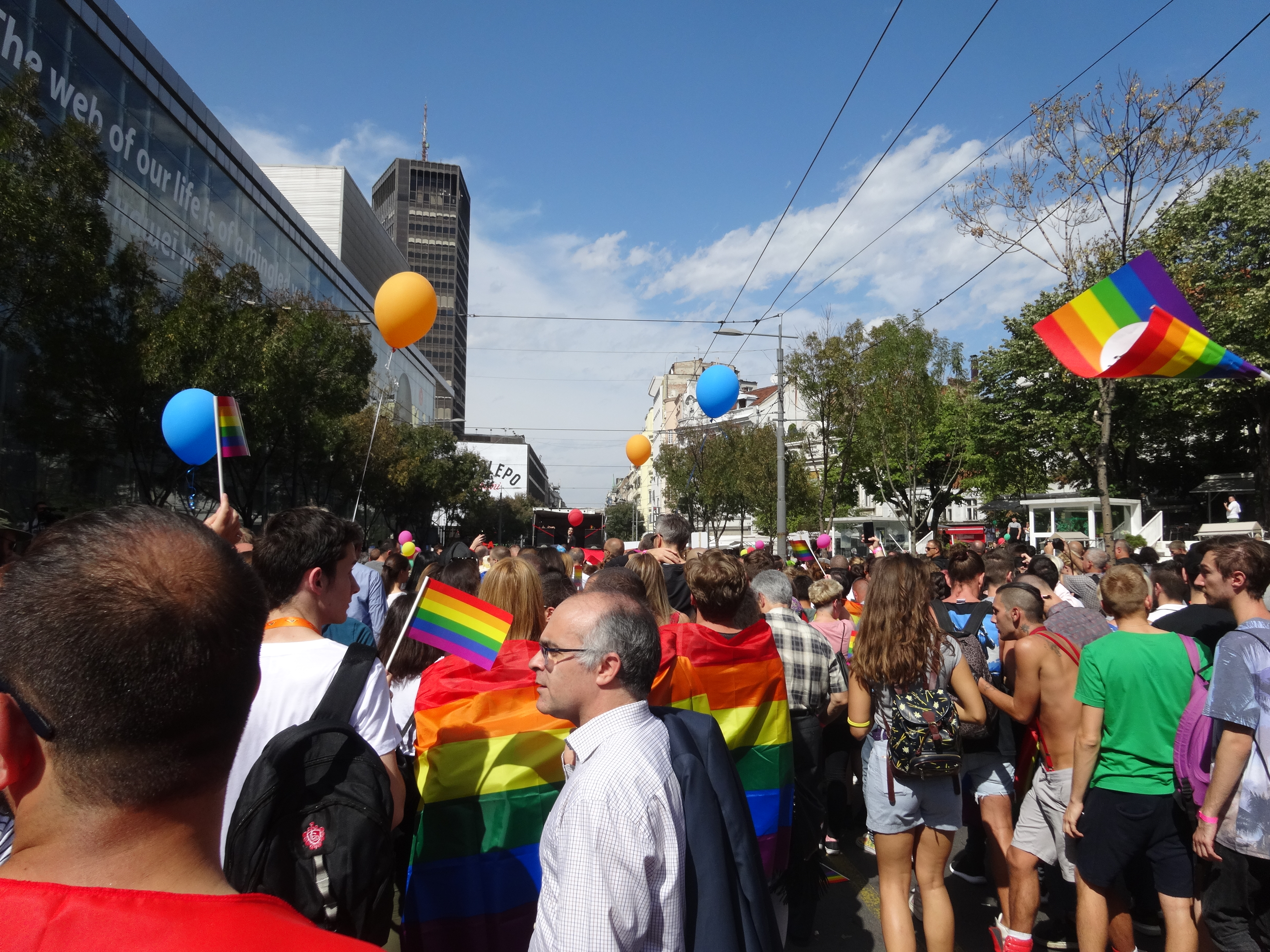
Гей-прайд в Белграде, 2017

Геи и лесбиянки продолжают сталкиваться с дискриминацией и преследованием в Сербии. Были зафиксированы многочисленные случаи избиения геев, особенно во время первого гей-парада в Белграде в 2001 году.
Были зафиксированы случаи отмены ЛГБТ-мероприятий. Гей-прайд в Белграде в 2004 году и ещё один в Нови-Саде в 2007 году были отменены из-за неспособности обеспечить адекватную защиту от насилия из-за нехватки ресурсов. Белградский прайд 2009 года также был отменен по тем же причинам, поскольку полиция не могла гарантировать безопасность участников. Второй гей-прайд в Белграде состоялся 10 октября 2010 года, в нём приняли участие около тысячи человек. Однако, это было встречено бурной реакцией, кульминацией которой стало восстание против геев в Белграде, в котором приняли участие 6000 протестующих и члены националистических группировок.
Были в обращении и широко использовались официальные медицинские учебники, которые классифицируют гомосексуальность как «сексуальные отклонения и расстройства». В 2008 году, после нескольких обращений, в официальном письме к Лабрису, сербской ЛГБТ-организации, сербское медицинское сообщество заявило, что гомосексуальная ориентация не является болезнью. Гомосексуальность была исключена из официального списка болезней с 1997 года, когда Сербия начала применять МКБ-10.
Защита прав ЛГБТ в Сербии осложняется существованием различных националистических и неонацистских объединений, таких как «Образ», «1389» и «Буря», которые поддерживаются некоторыми правыми политическими партиями. Эти группы несколько раз публично заявляли о своих угрозах ЛГБТ-сообществу.
Развитие прав и культуры ЛГБТ в Сербии поддерживается ЛГБТ-сайтами, такими как GayEcho и Gay-Сербия.

### 2016-настоящее время
В августе 2016 года Ана Брнабич была назначена министром государственного управления и местного самоуправления, став первым открытым министром лесбиянкой в Сербии. В июне 2017 года президент Сербии Александр Вучич назначил Брнабич премьер-министром. Она была приняла присягу 29 июня 2017 года. Её назначение критиковали как левые, так и правые политические партии. Её обвинили в том, что она является «марионеткой» президента и что её сексуальная ориентация послужит сокрытием нарушений прав человека. Также выступали против её назначения из-за её сексуальной ориентации.
В 2017 году известный сербский ЛГБТ-активист Бобан Стоянович получил убежище в Канаде после того, как задокументировал около 1000 различных страниц насилия, направленных против него и его партнера. В интервью в апреле 2018 года партнер Стояновича сказал, что насилие оказало на них большое давление, вынудив пару покинуть Сербию.
В сентябре 2017 года премьер-министр Брнабич приняла участие в параде в Белграде. На мероприятии Брнабич сказала:
Правительство существует для всех граждан и обеспечит соблюдение прав всех граждан.
В феврале 2019 года Милица Журчич, партнер Брнабич, родила сына, которого назвали Игорь.
17 мая 2019 года по случаю Международного дня борьбы с гомофобией, трансфобией и бифобией несколько сотен человек собрались в центре города Нови-Сад на то, что было названо первым митингом гей-прайда в северном сербском городе. Мероприятие было организовано местной неправительственной группой Exit при поддержке городских чиновников.

### Признания статуса беженца
В 2019 году было предоставлено убежище молодому иранскому гею на основании его сексуальной ориентации.

## Общественное мнение
По словам уполномоченного по защите равноправия, исследования, проведенные в 2012 году, показали, что 48 % сербов считают гомосексуальность болезнью.
Согласно опросу, проведенному ILGA в 2017 году, 59 % сербов согласились с тем, что геи, лесбиянки и бисексуалы должны пользоваться теми же правами, что и обычные люди, а 24 % не согласны. Кроме того, 64 % согласились, что они должны быть защищены от дискриминации на рабочем месте. 21 % сказали, что люди, состоящие в однополых отношениях, должны быть обвинены как преступники, а 55 % не согласны. Что касается трансгендерных лиц, 63 % согласились с тем, что они должны иметь одинаковые права, 65 % считают, что они должны быть защищены от дискриминации при найме на работу, и 51 % считают, что им следует разрешить изменить свой законный пол.
Согласно данным Ассоциации равных прав за 2018 год, 26 % населения страны прекратило бы контакт с человеком, если бы узнали, что этот человек является ЛГБТ-представителем, 38 % населения считают, что гомосексуальность является болезнью, 48 % родителей будут обращаться за медицинской помощью, если узнают, что их ребёнок окажется ЛГБТ, 70 % выступили против права ЛГБТ-лиц наследовать имущество своего покойного партнера, а 90 % выступили против усыновления ребёнка ЛГБТ-человеком.
По данным Защитников гражданских прав на 2021 год, хотя поддержка однополых браков остается низкой (26 %), при разбивке на индивидуальные права, которые, как ожидается, будут регулироваться Законом об однополых союзах, каждое право пользуется широкой поддержкой (59 %-73 %). 80 % граждан считают, что ЛГБТ-люди должны иметь по крайней мере некоторые права, которые, как ожидается, будут регулироваться Законом об однополых союзах, вторым по величине среди всех западно-балканских стран (после Черногории, которая приняла закон о регистрации однополых партнерств в 2020 году). В случае почти всех правых респондентов из Белграда и Воеводины поддержка значительно выше среди молодых (18-29 лет) и с университетским образованием. Отношение практически ко всем вопросам, связанным с ЛГБТ-сообществом, в Сербии заметно улучшилось за последние 5 лет. Хотя улучшения были отмечены, исследование показывает, что гомофобия по-прежнему широко распространена в нескольких основных сообществах, например, 57 % считают гомосексуальность болезнью. Более 2/3 респондентов считают, что в Белграде следует разрешить проведение мирных гей-парадов.

## Сводная таблица
| Тип                                                                                                | Статус                                             |
| -------------------------------------------------------------------------------------------------- | -------------------------------------------------- |
| Однополые отношения                                                                                | (По стране с 1994 года; Воеводина также 1977—1990) |
| Равный возраст согласия (14)                                                                       | (с 2006)                                           |
| Антидискриминационные законы в сфере занятости                                                     | (с 2005)                                           |
| Антидискриминационные законы по предоставлению товаров и услуг                                     | (с 2009)                                           |
| Антидискриминационные законы в СМИ                                                                 | (с 2002)                                           |
| Антидискриминационные законы во всех других областях                                               | (с 2009)                                           |
| Законы о преступлениях на почве ненависти включают сексуальную ориентацию и гендерную идентичность | (с 2012)                                           |
| Однополые браки                                                                                    | (Конституционный запрет с 2006 года)               |
| Признание однополых пар                                                                            | No                                                 |
| Усыновление ребёнка однополыми парами                                                              | No                                                 |
| Разрешение для геев и лесбиянок открыто служить в армии                                            | (с 2005)                                           |
| Право менять юридический пол                                                                       | Да                                                 |
| Доступ к ЭКО для лесбиянок                                                                         | No                                                 |
| Суррогатное материнство для гей-пар                                                                | (Также запрещено для гетеросексуальных пар)        |
| Автоматическое родительство для обоих супругов после рождения                                      | No                                                 |
| Гомосексуальность перестали считать болезнью                                                       | (с 1997)                                           |
| Конверсионная терапия запрещена для несовершеннолетних                                             | No                                                 |
| Разрешение быть донорами крови для МСМ                                                             | / (6 месяцев отсрочки)                             |